# Val Poschiavo
Het Val Poschiavo (Duits: Puschlav) is een dal in Zwitserland.
Het dal loopt van de Berninapas (2328 m) via Poschiavo (1021 m) naar Tirano (433 m). Door het dal stroomt de Poschiavino. Het dal is bij toeristen vooral populair vanwege de Bernina-Bahn, die Pontresina met Tirano verbindt. Het Val Poschiavo is een van de Italiaanstalige delen van Graubünden. Circa 50 % van de inwoners is katholiek en circa 50 % protestants, wat het tot een van de weinige protestantse Italiaanstalige gebieden in de wereld maakt.